# Football Association of Singapore
De Football Association of Singapore is de Singaporese voetbalbond en werd opgericht in 1892 als Singapore Amateur Football Association. De bond organiseert het Singaporees voetbalelftal en het professionele voetbal in Singapore (onder andere de S.League). De voorzitter is Zainudin Nordin. De FAS is aangesloten bij de FIFA sinds 1952 en bij de AFC sinds 1954.